# Frank Graham
Frank Lee Graham (Detroit, 22 novembre 1914 – Hollywood, 2 settembre 1950) è stato un conduttore radiofonico e doppiatore statunitense.

## Biografia
Graham frequentò l'Università della California per un anno, e la lasciò per iniziare la sua carriera di attore a Seattle, sia sul palcoscenico che alla radio. Venne portato a Hollywood nel 1937 per unirsi alla radio KNX. Fu il protagonista di Night Cap Yarns sulla CBS dal 1938 al 1942 e fu il presentatore di decine di programmi, tra cui quelli di Ginny Simms, Rudy Vallee e Nelson Eddy. Recitò inoltre in The Jeff Regan Show e co-sviluppò il radiodramma Satan's Watin' con Van Des Autels. Graham interpretò The Wandering Vaquero, il narratore della serie radiofonica The Romance of the Ranchos (1941-1942), anch'essa sulla CBS.
Graham doppiò un certo numero di personaggi dei cartoni animati per Walt Disney, Metro-Goldwyn-Mayer, Columbia Pictures e Warner Bros. Fu la voce del lupo in diversi cartoni animati di Tex Avery, così come il topo di King-Size Canary alla MGM. Fornì le voci di entrambi i protagonisti della serie The Fox and the Crow per la Columbia.
Venne trovato morto a 35 anni all'interno della sua automobile nel garage della sua casa a Hollywood il 2 settembre 1950. Il medico legale dichiarò che aveva commesso suicidio per avvelenamento da monossido di carbonio.